# Critérium des 3 ans
Groupe I
Le Critérium des 3 ans est une course hippique de trot attelé se déroulant au mois de septembre sur l'hippodrome de Vincennes (en décembre avant 2022).
C'est une course de Groupe I réservée aux chevaux de 3 ans, hongres exclus, ayant gagné au moins 17 000 €.
Cette épreuve voit s'affronter les meilleurs trotteurs français de 3 ans, et permet de situer les chevaux. Quelques futurs cracks suffisamment précoces ont inscrit leurs noms au palmarès de cette course (Fandango, Toscan, Une de Mai, Jorky, Ultra Ducal, Ready Cash, Timoko, Bold Eagle, Face Time Bourbon…). Curieusement et contrairement à Toscan, Idéal du Gazeau et Ourasi, tous les deux vainqueurs antérieurement du critérium des Jeunes puis plus tard de plusieurs prix d'Amérique, n'ont obtenu qu'un accessit dans cette épreuve.
Le Critérium des 3 ans se court sur la distance de 2 700 mètres (grande piste), départ volté. La distance était de 2 600 mètres jusqu'en 1983, puis 2 650 mètres jusqu'en 1993. L'allocation s'élève à 300 000 €, dont 135 000 € pour le vainqueur.
La course est créée en 1924 sous le nom de Prix James Watt, qu'elle conserve jusqu'en 1935,. Elle honorait alors l'un des étalons fondateurs du Trotteur français.
Le record de l'épreuve est détenu depuis 2021 par Idylle Speed (1'12"2).

## Palmarès depuis 1948
| Année | Vainqueur            | Père                 | Driver                      | Entraîneur              | Propriétaire          | Deuxième           | Troisième             | Quatrième          | Cinquième          | Réd.km |
| ----- | -------------------- | -------------------- | --------------------------- | ----------------------- | --------------------- | ------------------ | --------------------- | ------------------ | ------------------ | ------ |
| 2024  | Lovino Bello         | Village Mystic       | Éric Raffin                 | Jocelyn Robert          | Sandrine Robert       | Lombok Jiel        | Lotta Bourbon         | Luciano Menuet     | Louisiane de Bomo  | 1'13"1 |
| 2023  | Krack Time Atout     | Face Time Bourbon    | Paul-Philippe Ploquin       | Sébastien Guarato       | Philippe Barbe        | King Opera         | Koctel du Dain        | Kanada             | Ksar               | 1'12"5 |
| 2022  | Just a Gigolo        | Boccador de Simm     | Franck Nivard               | Philippe Allaire        | Philippe Allaire      | Jaguar Griff       | Jaguar Wit            | Juliet Papa Bravo  | Jazzy Perrine      | 1'13"1 |
| 2021  | Idylle Speed         | Carat Williams       | Jean-Michel Bazire          | François-Pierre Bossuet | Franck Morineau       | Izoard Védaquais   | Idéal Ligneries       | Infant Perrine     | Italiano Vero      | 1'12"2 |
| 2020  | Hanna des Molles     | Village Mystic       | Alexandre Abrivard          | Laurent-Claude Abrivard | Jean-Louis Béraud     | Havanaise          | Hooker Berry          | Hokkaido Jiel      | Hirondelle Sibey   | 1'13"9 |
| 2019  | Gunilla d'Atout      | Ready Cash           | Björn Goop                  | Sébastien Guarato       | Écurie Saint-Martin   | Gu d'Héripré       | Galilea Money         | Gallant Way        | Général du Parc    | 1'13"4 |
| 2018  | Face Time Bourbon    | Ready Cash           | Björn Goop                  | Sébastien Guarato       | Scuderia Bivans Srl   | Favorite Fligny    | Fanina des Racques    | Fakir du Lorault   | Fighter Smart      | 1'14"4 |
| 2017  | Erminig d'Oliverie   | Scipion du Goutier   | Franck Nivard               | Franck Leblanc          | Écurie de l'Oliverie  | Écu Pierji         | Élite du Ruel         | Enino du Pommereux | Élégantissime      | 1'14"4 |
| 2016  | Diego du Guélier     | Kepler               | Mathieu Mottier             | Dominique Mottier       | Écurie Mottier        | Django Riff        | Dawana                | Draft Life         | Dijon              | 1'14"1 |
| 2015  | Charly du Noyer      | Ready Cash           | Yoann Lebourgeois           | Philippe Allaire        | Olivier Thomas        | Cobra Bleu         | Combattante           | Caïd Griff         | Cavalleria         | 1'13"6 |
| 2014  | Bold Eagle           | Ready Cash           | Franck Nivard               | Sébastien Guarato       | Pierre Pilarski       | Brillantissime     | Billie de Montfort    | Bolide de Guéron   | Black d'Avril      | 1'13"6 |
| 2013  | Aladin d'Écajeul     | Quaker Jet           | Éric Raffin                 | Sébastien Guarato       | Philippe Dewulf       | Ausone du Kastel   | Alésia d'Atout        | Alberic            | Artiste de Joudes  | 1'14"  |
| 2012  | Vanika du Ruel       | Jardy                | Franck Anne                 | Franck Anne             | Mme A. Bazin          | Vaux le Vicomte    | Victoire              | Village Mystic     | Visite Royale      | 1'14"4 |
| 2011  | Unique Quick         | Prince d'Espace      | Franck Leblanc              | Franck Leblanc          | Écurie Quick Star     | Un Amour d'Haufor  | Une Lady en Or        | Upper Class        | Uraki des Sarts    | 1'14"1 |
| 2010  | Timoko               | Imoko                | Richard Westerink           | Richard Westerink       | Richard Westerink     | The Lovely Gwen    | Terre d'Any           | The Best Madrik    | Torino d'Auvillier | 1'12"6 |
| 2009  | Sun Ceravin          | Mon Premier Céhère   | Franck Nivard               | Vincent Renault         | Cécile Bachelet       | Saxo de Vandel     | Sévérino              | Sage de Bresles    | So Lovely Girl     | 1'13"4 |
| 2008  | Ready Cash           | Indy de Vive         | Bernard Piton               | Philippe Allaire        | Philippe Allaire      | Rolling d'Héripré  | Royal Crown           | Return Money       | Rapide du Bois     | 1'15"  |
| 2007  | Quaro                | Kiwi                 | Jean-Michel Bazire          | Fabrice Souloy          | Manuel Garcia         | Qualita Bourbon    | Qualmio de Vandel     | Quel Amour Dudel   | Quiléa Jiel        | 1'13"6 |
| 2006  | Pearl Queen          | Carpe Diem           | Thierry Duvaldestin         | Thierry Duvaldestin     | Thierry Duvaldestin   | Popinée de Timbia  | Prince d'Espace       | Priscilla Blue     | Pad d'Urzy         | 1'15"  |
| 2005  | Orlando Vici         | Quadrophénio         | Jean-Michel Bazire          | Fabrice Souloy          | Richard Bessis        | Olivia Jet         | Offshore Dream        | Olimède            | Orsy Dream         | 1'15"1 |
| 2004  | Nikita du Rib        | Hulk des Champs      | Jean-Loïc-C. Dersoir        | Joël Hallais            | Écurie Rib            | New Aldo           | Naïf Phi              | Nice Dream         | Norman Jet         | 1'15"3 |
| 2003  | Memphis du Rib       | Elvis de Rossignol   | Jean-Loïc-C.Dersoir         | Joël Hallais            | Écurie Rib            | Millenium Wood     | Mahana                | Mirage du Goutier  | Marion du Fanil    | 1'16"2 |
| 2002  | Lazio du Bourg       | Tadzio de la Motte   | Joël Van Eeckhaute          | Joël Van Eeckhaute      | Janny Adam            | L'As de Boussières | Lucky d'Hilly         | Léda d'Occagnes    | Look de Star       | 1'15"5 |
| 2001  | Kesaco Phedo         | Caballio In Blue     | Jos Verbeeck                | Philippe Allaire        | Écurie Wildenstein    | Kaisy Dream        | Keed Tivoli           | Kidacra            | Kelle Île          | 1'16"2 |
| 2000  | Jain de Béval        | Coktail Jet          | Dominik Locqueneux          | Pierre-Désiré Allaire   | Écurie des Charmes    | Jolmeto            | Jorade du Fruitier    | Jardy              | Jasmin de Flore    | 1'15"3 |
| 1999  | Install              | Buvetier d'Aunou     | Fabrice Souloy              | Fabrice Souloy          | Écurie Le Trémont     | In Love With You   | Insert Gédé           | Island Dream       | Iatka Bocain       | 1'15"9 |
| 1998  | Himo Josselyn        | Cézio Josselyn       | Jean-Michel Bazire          | L. Goncalves-Fernandes  | Écurie Yvan Bernard   | Hello Jo           | Hockey Boy du Clos    | Hermès d'Aufor     | Hindie             | 1'16"  |
| 1997  | Gavroche Perrine     | Ténor de Baune       | Jean-Baptiste Bossuet       | Jean-Baptiste Bossuet   | Écurie Merett C.V.    | Gentille de Brévol | Ganymède              | Guyane             | Gala de Varenne    | 1'15"6 |
| 1996  | Fleuron Perrine      | Ténor de Baune       | Jean-Baptiste Bossuet       | Jean-Baptiste Bossuet   | Écurie Ténor          | Florilège          | Fripon Rose           | Floda Josselyn     | Forkaholic Vinoir  | 1'16"2 |
| 1995  | Escartefigue         | Steed James          | Alain Laurent               | Alain Laurent           | Richard Bessis        | Extreme Dream      | Elision               | Écho du Tonnerre   | Eylau Square       | 1'16"3 |
| 1994  | Destin de Busset     | Opus Dei             | Ulf Nordin                  | Ulf Nordin              | M. Bekhit             | Dahir de Prélong   | Défi d'Aunou          | Dream d'Aunou      | Dream Speed        | 1'17"4 |
| 1993  | Carpe Diem           | Workaholic           | Jean-Étienne Dubois         | Jean-Étienne Dubois     | Charley Ouzzan        | Charaky            | Cézio Josselyn        | Corot              | Carus d'Occagnes   | 1'17"3 |
| 1992  | Buvetier d'Aunou     | Royal Prestige       | Jean-Pierre Dubois          | Jean-Pierre Dubois      | Jean-Pierre Dubois    | Bragi              | Bahama                | Bella Kadesh       | Brunswick          | 1'17"9 |
| 1991  | Atout du Closet      | Mon Quiton           | Jean-Marie Monclin          | Léopold Verroken        | Richard Bessis        | Aiglon d'Eau       | Ancenit               | And Arifant        | Axe des Sarts      | 1'18"5 |
| 1990  | Vasquez              | Muscle               | Jean-Pierre Dubois          | Jean-Pierre Dubois      | Jean-Pierre Dubois    | Vip Tilly          | Victoire Classique    | Virstly Gédé       | Vizir de Retz      | 1'18"8 |
| 1989  | Ultra Ducal          | Buffet II            | Paul Viel                   | Paul Viel               | Paul Viel             | Unshine            | Ultra Prior           | Ugh                | Une de Rio         | 1'19"4 |
| 1988  | Tabac Blond          | Kidy                 | Bernard Bédeloup            | Bernard Bédeloup        | L. Menassé            | Tadzio de la Motte | Théo del Amor         | Triomphe de Rozoy  | Turquetil          | 1'18"4 |
| 1987  | Speaker              | Harmol               | Joël Hallais                | Joël Hallais            | Alfred Lefèvre        | Sin d'Algot        | Satan des Acres       | Siamois de Ryd     | Spartaco           | 1'18"9 |
| 1986  | Rainbow Runner       | Fakir du Vivier      | Jean-Pierre Dubois          | Jean-Pierre Dubois      | P. Schmidt            | Ruanito d'Arc      | Renoso                | Radiant du Val     | Rhum de Busset     | 1'19"3 |
| 1985  | Quito de Talonay     | Florestan            | Jean-René Gougeon           | J. de Bellaigue         | J. de Bellaigue       | Querdowa           | Quiradol d'Hilly      | Quarisso           | Quouky Williams    | 1'18"3 |
| 1984  | Passionnant          | Florestan            | Michel Roussel              | Michel Roussel          | A. Boutboul           | Pontcaral          | Petit Manou           | Pélican du Pont    | Petit Sam          | 1'18"8 |
| 1983  | Orco                 | Carlo d'Orsay        | Gérard Mascle               | Domingo Perea           | Domingo Perea         | Ourasi             | Option                | Onynga             | Oligo              | 1'19"9 |
| 1982  | Noble Atout          | Ura                  | Jan Kruithof                | Jan Kruithof            | J. Van Exter          | Neuilly            | Nuit Dazeray          | Nanda              | Narvik de la Haie  | 1'20"3 |
| 1981  | Moktar               | Chambon P            | Paul Viel                   | Paul Viel               | Albert Viel           | Mon Tourbillon     | Moscantido            | Major de Brion     | Ma Belle Gitane    | 1'20"3 |
| 1980  | Larabello            | Sabi Pas             | Philippe Allaire            | Philippe Allaire        | Pierre-Désiré Allaire | Lançon             | L'Alezan              | Lézin du Parnasse  | Lolipop            | 1'20"5 |
| 1979  | Kapulco              | Ruy Blas IV          | Jean Lesne                  | Jean-Marie Lesne        | Jean-Marie Lesne      | Kivien             | Kerridou              | Khali de Vrie      | Kaolino            | 1'20"9 |
| 1978  | Jorky                | Kerjacques           | Léopold Verroken            | Léopold Verroken        | Bernard Billard       | Jean               | Jaquelle              | Jalinotte          | Joujou Tourterelle | 1'20"2 |
| 1977  | Ivory Queen          | Ura                  | François Brohier            | François Brohier        | G.-E. Moreau          | Italia du Pont     | Idéal du Gazeau       | Indiscret d'Ax     | Ironey             | 1'22"7 |
| 1976  | Hadol du Vivier      | Mitsouko             | Jean-René Gougeon           | Henri Levesque          | Henri Levesque        | Horse Born         | Harmol                | Héros de Mai       | Hurgo              | 1'21"7 |
| 1975  | Gamelia              | Kerjacques           | Pierre-Léopold Marie        | Dominique de Bellaigue  | Vicomte de Bellaigue  | Garinella          | Girl Blanche          | Graine au Vent     | Géna Grandchamp    | 1'21"3 |
| 1974  | Fakir du Vivier      | Sabi Pas             | Michel-Marcel Gougeon       | Pierre-Désiré Allaire   | Pierre-Désiré Allaire | Fort d'Orange      | Floride               | Franc Quito        | Féroé              | 1'22"3 |
| 1973  | Ebbon                | Mick Ann             | Jan Kruithof                | Jan Kruithof            | Mme J.-J. Berthomier  | Espoir de Sée      | Écu de Retz           | Éléazar            | Effendix           | 1'20"5 |
| 1972  | Dame de Carreau      | Fandango             | François Ballière           | J. Ballière             | J. Ballière           | Don Juan Royal     | Doublet               | Doux Pécher        | Dimitria           | 1'19"7 |
| 1971  | Clissa               | Quioco               | Michel-Marcel Gougeon       | D. de Bellaigue         | Vicomte de Bellaigue  | Cotentin           | Comte d'Orange        | Chantore           | Carat III          | 1'19"6 |
| 1970  | Bill D               | Kerjacques           | André-Louis Dreux           | André-Louis Dreux       | Mme A. Dreux          | Belle Doris        | Ballon Rouge          | Bonson             |                    | 1'20"5 |
| 1969  | Aigle Noir           | Mario                | Pierre Giffard              | Pierre Giffard          | Mme R. Gayet          | Allo Mannetôt      | Alexis III            | Atar               |                    | 1'18"6 |
| 1968  | Vaccarès II          | Horus L              | Jean-René Gougeon           | Henri Levesque          | Henri Levesque        | Vat                | Verdict               | Victory            |                    | 1'19"5 |
| 1967  | Une de Mai           | Kerjacques           | Jean-René Gougeon           | Jean-René Gougeon       | Pierre de Montesson   | Upsal du Pont      | Uros H                | Uskia              |                    | 1'20"7 |
| 1966  | Toscan               | Kerjacques           | Michel-Marcel Gougeon       | Jean-René Gougeon       | Pierre de Montesson   | Tabriz             | Tahitienne J          | Type de Mannetot   |                    | 1'20"4 |
| 1965  | Sy Sara de Bourgogne | Abner Îlot du Marais | Hans Sasse Bernard Simonard |                         | D. Saint L. Vallier   | -                  | Sissy III             | Suspense II        |                    | 1'22"3 |
| 1964  | Robert P             | Euripide             | J. Mascle                   |                         | Ch. Ricordeau         | Riesling II        | Ramboa                |                    |                    | 1'22"  |
| 1963  | Quasipyl             | In Extremis          | Simonard                    |                         | Mme A. Moreau         | Quoltimecq         | Qualine H             |                    |                    | 1'21"  |
| 1962  | Pinochle             | Quinio               | Roger Baudron               |                         | E. Gaskell            | Pastourelle VIII   | Pluvier III           |                    |                    | 1'22"1 |
| 1961  | Okapi II             | Dédé V               | Cl. Berger                  |                         | Mme Cl. Berger        | Olivet             | Ozo                   | Orée d'Amour       |                    | 1'20"3 |
| 1960  | Nicias Grandchamp    | Fandango             | Jean-René Gougeon           |                         | Pierre de Montesson   | Narciso II         | Niky des Étangs       | Nystag             |                    | 1'23"4 |
| 1959  | Magellan II          | Tigre Royal          | Roland Aveline              |                         | M. Aveline            | Marc d'Bourgogne   | Minarelle H           | Marjolaine V       |                    | 1'24"  |
| 1958  | Luth Grandchamp      | Ogaden               | Charley Mills               |                         | Léon Lebourgeois      | Lilo d'Amour       | Liebelei              | Lairos             |                    | 1'21"9 |
| 1957  | Kimono Royal         | Tigre Royal          | Marcel Perlbarg             |                         | M. Powels             | Karolyne           | Kora Pile             | Ker Williams       |                    | 1'22"4 |
| 1956  | Joyeux Troupier      | Loudéac              | Gaston Roussel              |                         | Mme Gaston Roussel    | Jeton              | Jokai                 | Janot II           |                    | 1'22"9 |
| 1955  | Idéal IV             | Quiproquo II         | J. Begou                    |                         | M. Crestey            | Île d'Amour        | Index                 | Ica VI             |                    | 1'22"8 |
| 1954  | Hérodiade III        | Atus II              | Walter Baroncini            | Charley Mills           | Maurice Thévenon      | Hermès D           | Horus L               | Hatik              | Holopherne         | 1'23"3 |
| 1953  | Good Williams III    | Prim Williams        | Romolo Ossani               | Jan Kruithof            | E. Buffard            | Gamin des Touches  | Gai Pinson Godichonne | (dead heat)        | Gutemberg A        | 1'24"8 |
| 1952  | Fandango             | Loudéac              | Jean-René Gougeon           | Marcel Gougeon          | Alphonse Martineau    | Foreign Office     | Fortunato II          | Ferrante M         | Frère Jacques      | 1'25"5 |
| 1951  | Élope                | Quel Veinard         | Charley Mills               | Charley Mills           | René Michel           | Éboué Wilkes       | Écusson               | Edelweiss          | Ensellé            | 1'27"7 |
| 1950  | Directoire           | Tadellos             | Marcel Perlbarg             | Marcel Perlbarg         | Émile Wendling        | Deux Mai           | Donatello             | Débrouillarde B    | Devacourt          | 1'25"4 |
| 1949  | Courant d'Air II     | Jakow                | A. Morel                    | A. Morel                | Henri Ballière        | Chiquita Williams  | Cèdre II              | Chardonneret       | Chuchundra         | 1'26"6 |
| 1948  | Buck                 | Maurico B            | Jan Kruithof                | Jan Kruithof            | J. Larochette         | Bleinheim          | Bellatrix             | Béligny            | Beau N'Annexe      | 1'23"3 |

## Sources
- Pour les conditions de course et les dernières années du palmarès : site de la SETF
- Pour les courses plus anciennes :
  - site trot.courses-france.com - Critérium des 3 ans (1980-2008)
  - site trot.courses-france.com - Critérium des 3 ans (1950-1979)
  - archives des quotidiens  (Ouest-France, Sud-Ouest…)
  - avant 1955 : Journaux sur Gallica et RetroNews